# Расписная трёхпёрстка
Расписная трёхперстка (лат. Turnix varius) — вид птиц из семейства трёхпёрсток. Выделяют два подвида.
Эндемик Австралии. Распространён на востоке и юге материка, а также в Тасмании. Встречался также в Новой Каледонии, но, вероятно, там вымер, поскольку не наблюдался с 1912 года.
Мелкая птица длиной 17—23 см. Самцы весят от 53 до 94 г; самки крупнее и весят от 72 до 134 г. Окраска рябая, в верхней части доминирует красный цвет, в нижней — серый. Самка имеет более яркую окраску, чем самец. Глаза красные.
Обитает на лугах и в открытых светлых лесах. Питается семенами и насекомыми. Насиживают яйца и заботятся о птенцах самцы. Инкубация длится 15 дней.